# Jesse Colin Young
Pour les articles homonymes, voir Young.
Jesse Colin Young est un compositeur, chanteur et guitariste américain, né le 22 novembre 1941 à New York (État de New York) et mort le 16 mars 2025 à Aiken (Caroline du Sud).

## Biographie
Sa carrière a commencé dans le Greenwich Village des années 1960 et il a sorti deux albums solos avant de former le groupe The Youngbloods.

## Discographie
- 1969 : Elephant Mountain
- 1972 : Together
- 1973 : Song for Juli
- 1974 : Soul of a City Boy
- 1974 : Light Shine
- 1975 : Songbird
- 1976 : On the Road
- 1977 : Love on the Wing
- 1978 : American Dreams
- 1982 : The Perfect Stranger
- 1987 : The Highway is for Heroes
- 1991 : The Best of Jesse Colin Young: The Solo Years
- 1994 : Swept Away
- 1995 : Crazy Boy
- 1996 : Sweetwater
- 2001 : Greatest Hits
- 2002 : Songs for Christmas
- 2003 : Walk the Talk
- 2004 : Living in Paradise
- 2005 : The Very Best of Jesse Colin Young